# Lõuna-Malusi

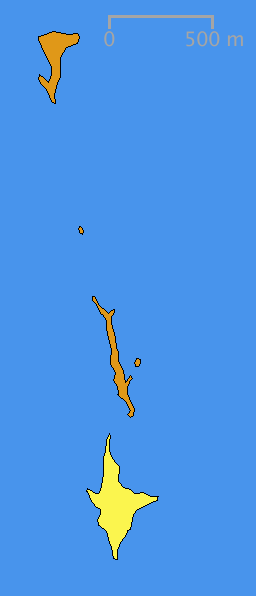
Lõuna-Malusi v rámci skupiny ostrovů Malusi

Lõuna-Malusi (Jižní Malusi) neboli Suur-Malusi (Velké Malusi) je jeden z estonských ostrovů v Baltském moři.
Lõuna-Malusi se nachází na severním otevřeném okraji Kolžského zálivu, přibližně v polovině mezi Jumindským poloostrovem a ostrovem Rammu. Zeměpisné souřadnice středu ostrova jsou 59°36′05" severní šířky a 25°19′30" východní délky.
Ostrov má rozlohu 7,02 ha a dosahuje nadmořské výšky 6,1 m.

## Geografie
Lõuna-Malusi je největším a zároveň nejjižnějším ostrůvkem skupiny ostrůvků Malusid, k němuž patří ještě jen několik set metrů na sever vzdálené Vahekari a přibližně 2 km vzdálené Põhja-Malusi.
Ostrov má tvar podobný čtyřcípé hvězdě, jejíž cípy míří do čtyř světových stran. Jednotlivé výběžky ani mezi nimi se nacházející zálivy nemají ustálená pojmenování.
Povrch ostrova je štěrkový až kamenitý, částečně porostlý travou, v jižní části též křovím a několika stromy. Na západním pobřeží se nachází význačný bludný balvan, chráněný přírodní výtvor Malusi rändrahn (Maluský bludný balvan).

## Příroda
Ostrov je útočištěm mnoha druhů vodních ptáků a několika druhů tuleňů. Je součástí přírodní rezervace Kolžský záliv.

## Osídlení
Ostrov v současnosti není osídlen, avšak v dřívějších dobách sloužil za útočiště rybářům, kteří zde měli své chýše, a za sraziště a překladiště pašerákům alkoholu. V letech 1820–1865 zde dokonce fungovala krčma, které využívali hlavně finští námořníci. Pravděpodobně však nebyla výdělečná, nýbrž sloužila jako zástupné zdůvodnění skladu alkoholu na ostrově.